# Provost (Alberta)
Provost è un comune (town) del Canada, situato nella provincia dell'Alberta, nella divisione No. 7.